# دونی پلیتزاری

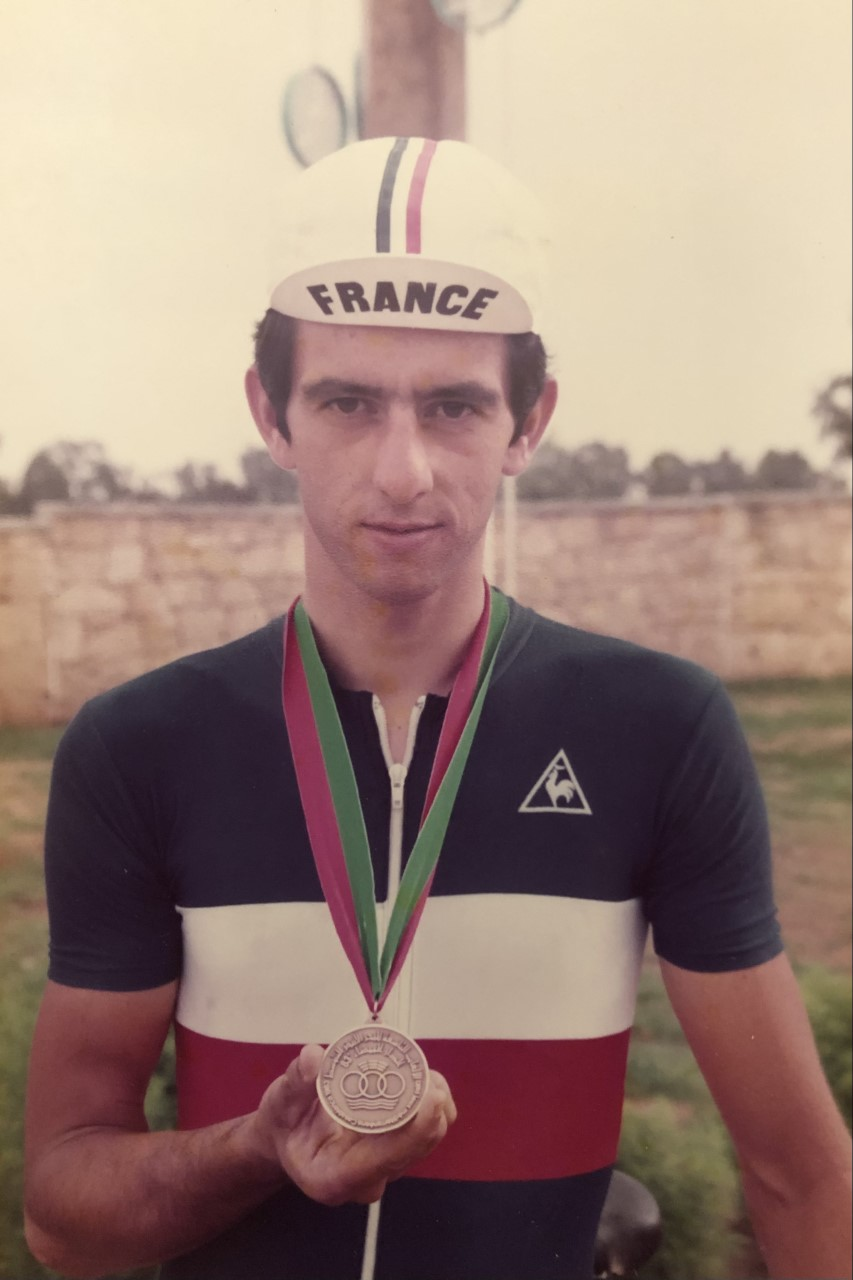
مدال در دستان دونی پلیتزاری

دونی پلیتزاری (فرانسوی: Denis Pelizzari‎؛ زادهٔ ۱۱ سپتامبر ۱۹۶۰) دوچرخه‌سوار اهل فرانسه است.